# Carl Wangel
Carl Wangel, född 3 januari 1689 i Kvillinge församling, Östergötlands län, död 6 december 1738 i Kvillinge församling, Östergötlands län, var en svensk präst.

## Biografi
Carl Wangel föddes 1689 i Mogata församling. Han var son till kyrkoherden därstädes. Wangel blev 1710 student vid Lunds universitet och 1727 rektor vid Söderköpings trivialskola. Han prästvigdes 15 juni 1732 och blev 17 oktober 1734 kyrkoherde i Kvillinge församling. Wangel avled 1738 i Kvillinge församling. Till hans begravning skrev kyrkoherden Peter Wilhelm Lithzenius några grifterunor.

### Familj
Wangel gifte sig 27 mars 1737 med Anna Maria Ericsdotter Brauner (1711–1768). Hon var dotter till en tullsinpektor i Norrköping. De fick tillsammans dottern Canna Catharina Wangel (1738–1738). Efter Wangels död gifte Brauner om sig med kyrkoherden A. Ståhle i Odensvi församling.